# Semenné rostliny

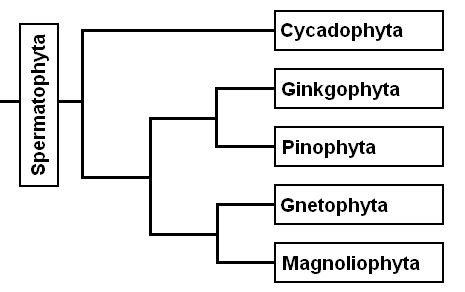
Fylogenetický strom semenných rostlin

Semenné rostliny (Spermatophyta), dříve též jevnosnubné (Phanerogamae), je skupina, která zahrnuje všechny rostliny, které produkují semena. Opakem jsou výtrusné rostliny (Sporophyta), dříve nazývané též tajnosnubné (Cryptogamae). Semenné rostliny se zařazují do skupiny cévnatých rostlin, které patří do podříše vyšších rostlin.
K semenným rostlinám patří tyto recentní skupiny, většinou označované jako oddělení, v systémech respektujících APG zpravidla ponížené na řády:
- cykasorosty (Cycadophyta)
- jinany (Ginkgophyta) s jediným přežívajícím druhem jinanem dvoulaločným
- jehličnany (Pinophyta) včetně liánovcotvarých (dříve samostatné oddělení Gnetophyta)
- krytosemenné (Angiospermae/Magnoliophyta)

a několik dalších, již vyhynulých skupin, často spojovaných do parafyletického oddělení kapraďosemenné (Pteridospermatophyta):
- †Arberiopsida/Clealopsida
- †Axelrodiopsida
- †Callistophytopsida
- †Caytoniopsida
- †Cycadeoideopsida/Bennettitopsida
- †Dictyopteridiopsida/Glossopteridopsida/Ottokariopsida
- †Lyginopteridopsida
- †Moresnetiopsida
- †Pachytestopsida/Medullosopsida
- †Peltaspermopsida
- †Pentoxylopsida
- †Phasmatocycadopsida.

## Starší členění
Zejména ve starších zdrojích se lze setkat i s vyššími taxony semenných rostlin, na které byla původně skupina členěna, ale z pohledu současného poznání jsou však (s výjimkou krytosemenných) problematické svým vymezením, nerespektujícím přirozenou příbuznost (monofyletismus):
- kapraďosemenné v širším pojetí (†Lyginodendrophyta/Lyginopteridophyta + Cycadophyta + †Cycadeoideophyta/Bennettitophyta ...; v současném pojetí †Pteridospermatophyta),
- nahosemenné (původně jinany a jehličnany bez liánovců; v současném pojetí Gymnospermae),
- obalosemenné (Gnetophyta, v současném pojetí součástí jehličnanů v širším smyslu),
- krytosemenné (Angiospermae/Magnoliophyta).

## Evoluce
Fylogenetický strom ukazuje cykasorosty jako nejstarší semenné rostliny, které s mladšími jinany (Ginkgophyta) sdílejí pohyblivé spermatozoidy a další rysy, u jehličnanů (Pinophyta) již chybějící.